# Enrique Martínez Ossola
Enrique Alberto Martínez Ossola (ur. 3 czerwca 1952 w Kordobie) – argentyński duchowny katolicki, biskup pomocniczy Santiago del Estero od 2017.

## Życiorys
Święcenia kapłańskie przyjął 11 marca 1978 i został inkardynowany do diecezji La Rioja. Pracował głównie jako duszpasterz parafialny, pełnił także funkcje m.in. dyrektora kurialnego wydziału katechetycznego, wicedyrektora diecezjalnej Caritas oraz wikariuszem generalnym diecezji.
19 czerwca 2017 papież Franciszek mianował go biskupem pomocniczym archidiecezji Santiago del Estero oraz biskupem tytularnym Aquipendium. Sakry udzielił mu 18 sierpnia 2017 biskup Marcelo Daniel Colombo.